# Ngarrab (köpinghuvudort i Kina, Tibet Autonomous Region, lat 29,14, long 92,59)
Ngarrab (kinesiska: 安绕, 安绕镇) är en köpinghuvudort i Kina. Den ligger i den autonoma regionen Tibet, i den sydvästra delen av landet, omkring 150 kilometer öster om regionhuvudstaden Lhasa. Antalet invånare är 8 009. Befolkningen består av 3 178 kvinnor och 4 831 män. Barn under 15 år utgör 15,0 %, vuxna 15-64 år 81 %, och äldre över 65 år 2,0 %.
Runt Ngarrab är det mycket glesbefolkat, med 4 invånare per kvadratkilometer. Ngarrab är det största samhället i trakten. Trakten runt Ngarrab består i huvudsak av gräsmarker.
Genomsnittlig årsnederbörd är 972 millimeter. Den regnigaste månaden är juli, med i genomsnitt 262 mm nederbörd, och den torraste är december, med 2 mm nederbörd.